# Les Billaux
Les Billaux é uma comuna francesa na região administrativa da Nova Aquitânia, no departamento da Gironda. Estende-se por uma área de 6,27 km². Em 2010 a comuna tinha 1 205 habitantes (densidade: 192,2 hab./km²).